# Hugo Kaagman
Hugo Kaagman (Haarlem, 1 maart 1955) is een Amsterdams kunstenaar.

## Loopbaan
Kaagman studeerde van 1973 tot 1976 sociale geografie aan de Universiteit van Amsterdam. Aan het eind van de jaren zeventig maakte hij deel uit van een creatieve groep binnen de Amsterdamse punk- en kraakbeweging. Hij was samen met vriendin Diana Ozon en graffitikunstenaar Dr. Rat een van de oprichters van het fanzine de Koekrant en de punkclub DDT666.  De kraakpanden in de Sarphatistraat, waarin Kaagman woonde, werden door hem in een zebramotief geschilderd en stonden sindsdien bekend als de Zebrapanden. Kaagman was eind jaren zeventig, en ook in het begin van de jaren tachtig actief als graffitikunstenaar. Op de muren van het Rijksmuseum spoot hij destijds met verf zijn eigen versie van het Melkmeisje van Vermeer. 
In 1983 kreeg hij van de gemeente Amsterdam zijn eerste officiële opdracht: het maken van een graffitikunstwerk op een wand bij de voorlopige Waterloopleinmarkt. Verschillende reizen naar Marokko en Senegal beïnvloedden zijn werk en er verschenen oosterse decoratiepatronen in. Hij wist dit op een creatieve manier te vermengen met Oud-Hollandse ambachtelijke kunst en maakte daarna driftig gebruik van het Delfts blauw, door hem enigszins spottend 'Shocking Blue' genoemd.
In 1993 kreeg hij een grote opdracht van de luchthaven Schiphol voor het beschilderen van een 65 meter lange wand. Hierna volgden talloze andere grote opdrachten, zoals het maken van een muurschildering voor het nieuwe Nederlandse consulaat in Sint-Petersburg (in 1998). Ook maakte hij ontwerpen voor negentien vliegtuigen van British Airways. Tot de belangrijkste opdrachten van de laatste jaren horen de muurschilderingen in het nieuwbouwproject De Meridiaan in Almere (Buiten) uit 2005 en de Stadshaard in Enschede, door NRC Handelsblad uitgeroepen tot het lelijkste gebouw van Nederland. In 2018 beschilderde hij een gehele wand van het gebouw Gerard Doustraat 156 te Amsterdam (Van Cuyp tot Dou). Ook het gebouwtje Hemonystraat 4 werd door hem beschilderd. Het Zebramotief kwam terug in de beschildering (rondom) van een frietkraam op de Albert Cuypmarkt. Hij leverde voorts materiaal voor het filiaal Pancakes aan 't IJ.
In 2020 maakte hij voor de tentoonstelling Benedictio IV: mighty echo of the Amazone rainforest – revelations of the Guianas in Delft een Amazone muurschildering, een symbiose tussen het cultureel erfgoed van Delft en het Zuid-Amerikaanse regenwoud.
Kaagmans werk is een mengeling van het westerse, het niet-westerse, het burgerlijke, het ambachtelijke en het moderne, avant-gardistische, spottend en kritisch en tegelijkertijd met respect voor het artistieke aspect van het ambachtelijke werk.

## Afbeeldingen

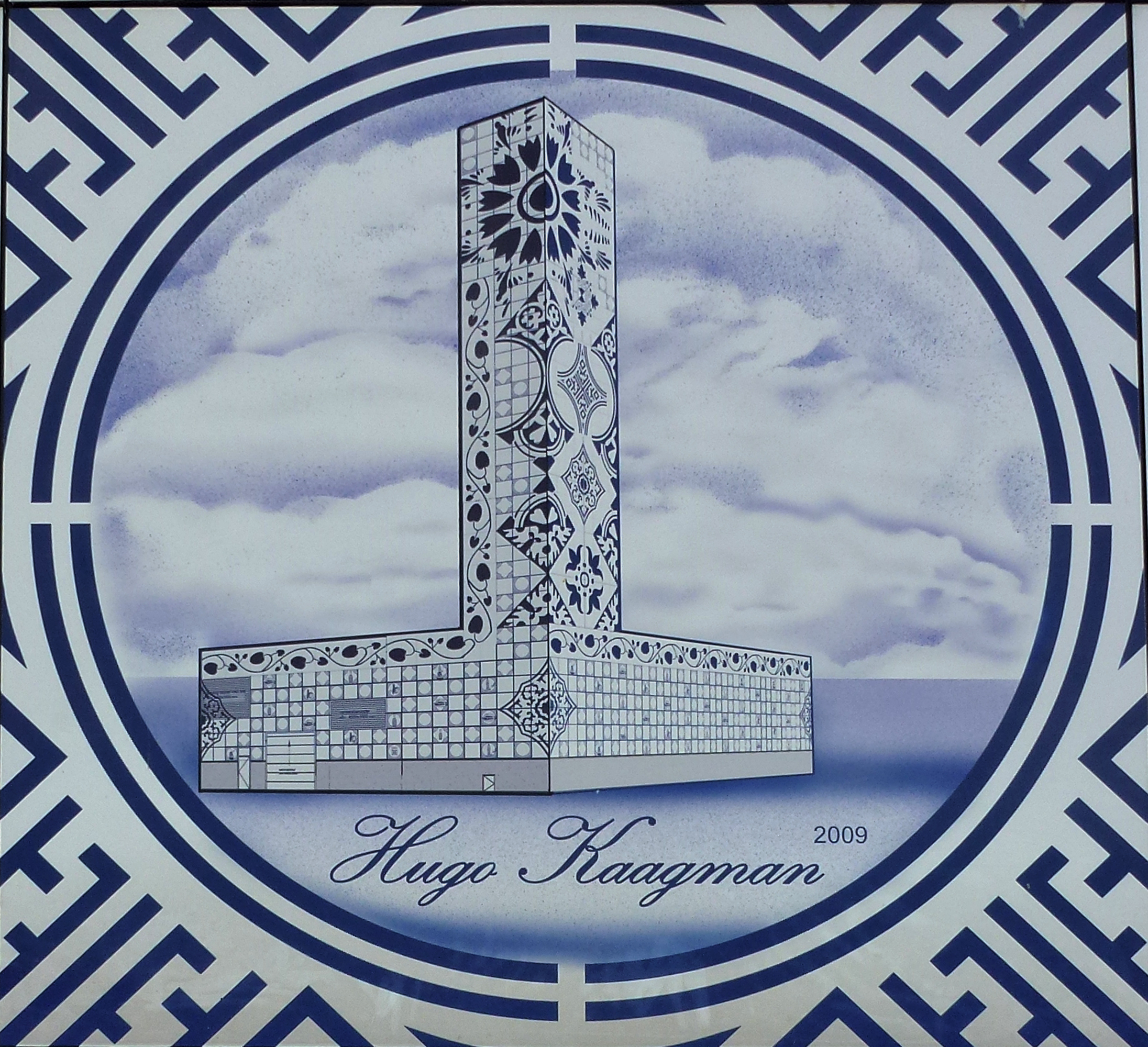
Een tegel van de Stadshaard (2009), Enschede
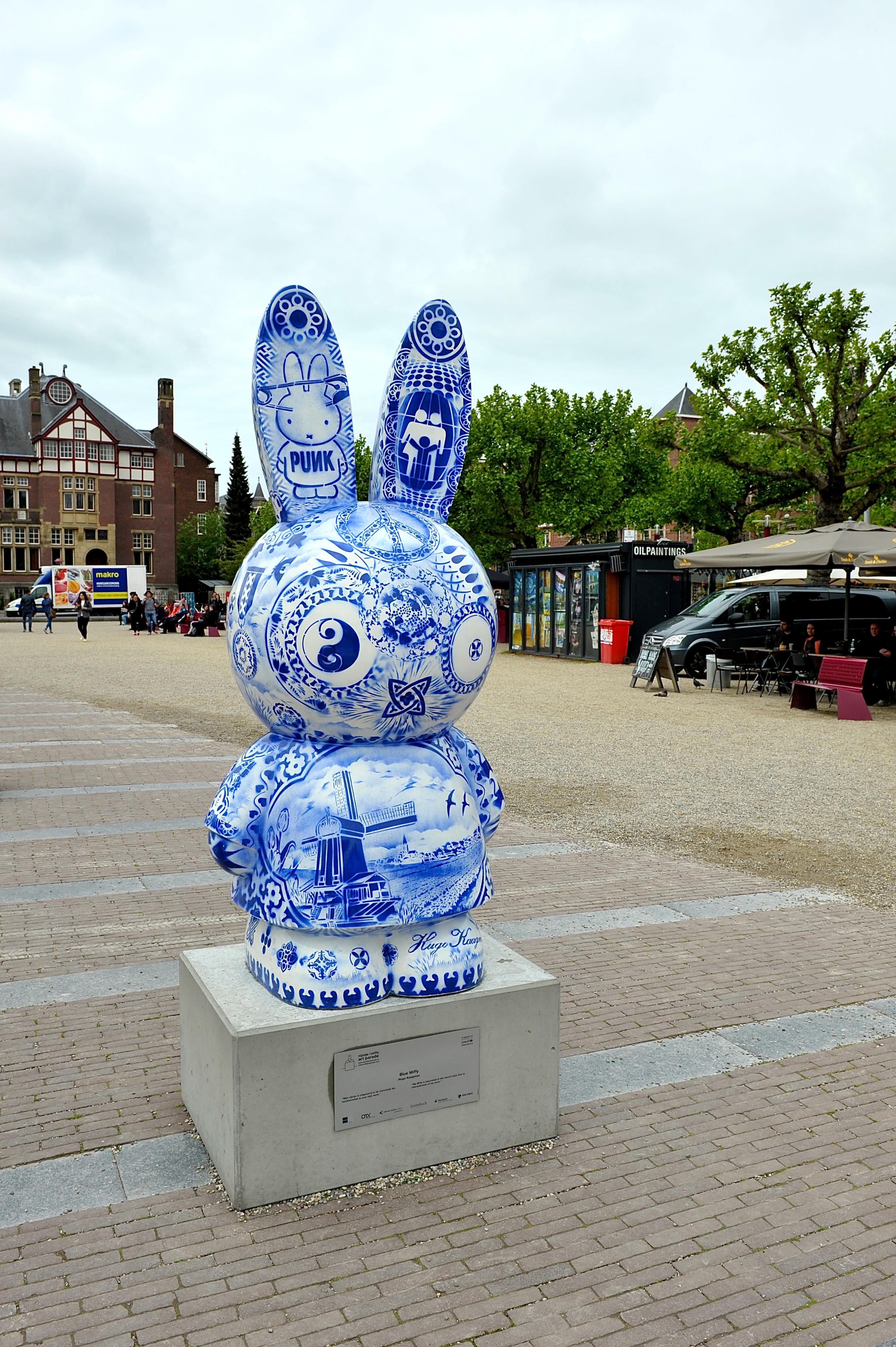
Nijntje/Miffy (2015), Museumplein, Amsterdam
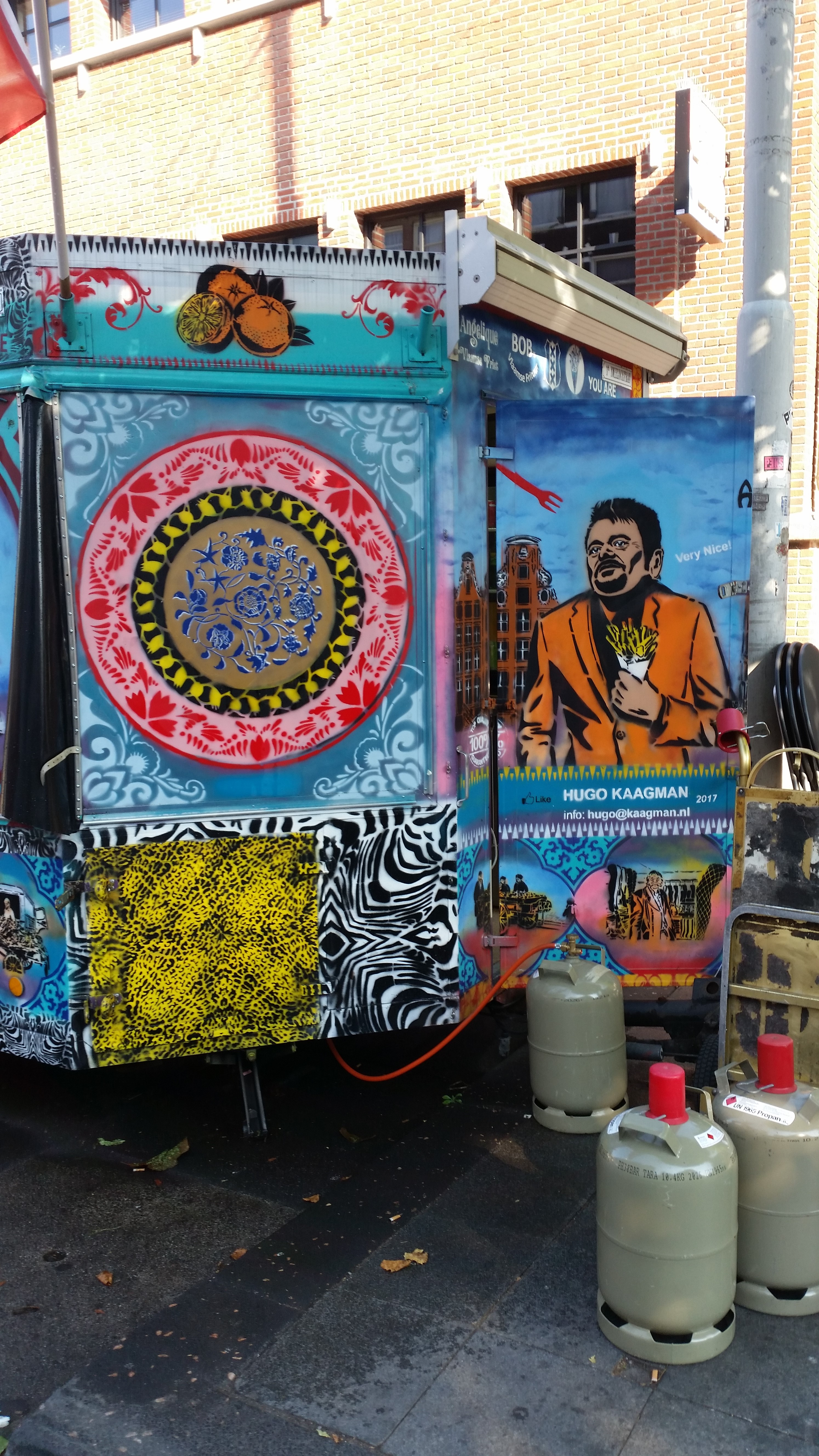
Frietkraam Albert Cuypmarkt Amsterdam (2017) met zebramotief
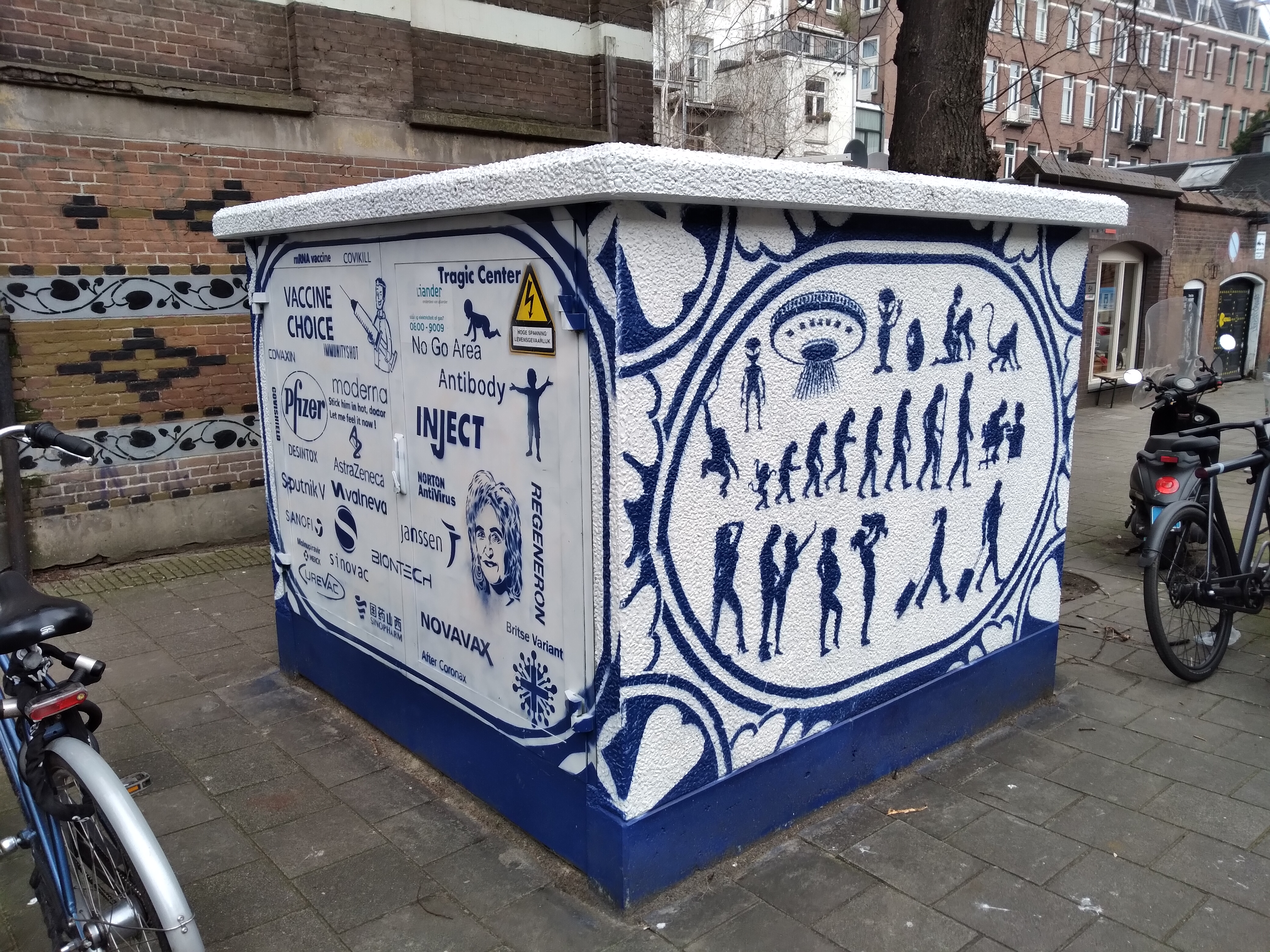
Coronahuisje met in het midden een portret van Marion Koopmans (maart 2021)